# Enthroned

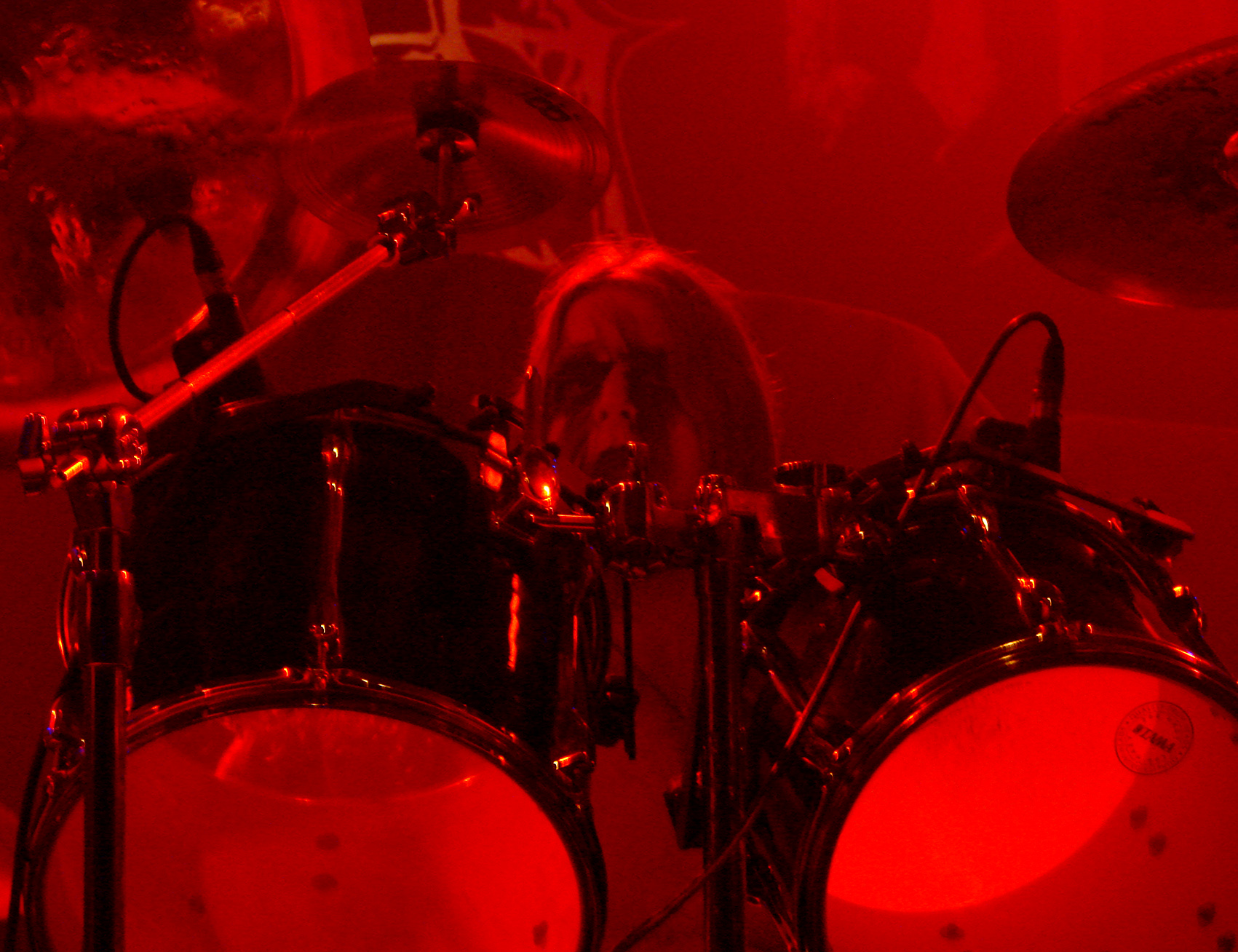
Enthroned, 2007

Enthroned (v překladu z angličtiny korunován) je belgická black metalová kapela z Bruselského regionu založená roku 1993. Společně s Ancient Rites nejznámější belgická black metalová kapela 90. let 20. století.
Mezi zakládající členy patřili zpěvák a baskytarista Lord Sabathan a bubeník Cernunnos. Později se přidal kytarista Tsebaoth a ještě později další kytarista Nornagest. Tsebaotha později nahradil Nebiros. Cernunnos spáchal v dubnu 1997 sebevraždu a sestava se opět obměnila.
Mezi stěžejní témata skupiny patří satanismus a okultismus. V logu je přítomen obrácený pentagram i obrácený kříž.
V roce 1995 vyšlo první studiové album s názvem Prophecies of Pagan Fire.

## Diskografie
Dema
- Promo 94 (1994)
- Promo 2000 (2000)

Studiová alba
- Prophecies of Pagan Fire (1995)[2]
- Towards the Skullthrone of Satan (1997)
- The Apocalypse Manifesto (1999)
- Armoured Bestial Hell (2001)
- Carnage in Worlds Beyond (2002)
- XES Haereticum (2004)
- Tetra Karcist (2007)
- Pentagrammaton (2010)
- Obsidium (2012)
- Sovereigns (2014)

EP
- Regie Sathanas - A Tribute to Cernunnos (1998)
- Goatlust (2003)

Živá alba
- Black Goat Ritual (Live in Thy Flesh) (2005)

+ několik split nahrávek